# Sindacato dei Lavoratori Intercategoriale
Il Sindacato dei Lavoratori Intercategoriale, noto anche come  SdL intercategoriale, è stato un sindacato italiano fondato nel 2007 che ha cessato la sua attività nel 2010 con la fusione nell'Unione sindacale di base.

## Storia

### Genesi
Il Sindacato dei Lavoratori Intercategoriale è nato il 14 gennaio 2007 dalla fusione tra i sindacati SinCobas, SALC e SULT.
Il SinCobas (Sindacato intercategoriale dei comitati di base) era un sindacato, nato il 14 ottobre 1996 all'Alfa di Arese da una scissione del comitato di base SLAI Cobas e da successive separazioni di lavoratori e delegati da CGIL,CISL e UIL. Sin dalla sua nascita è stato attivo nella lotta al lavoro precario anche attraverso la partecipazione alla "Rete delle marce europee contro la disoccupazione, la precarietà e l'esclusione sociale”, e nel Movimento dei movimenti e si proponeva di superare la divisione tra comparti e categorie nell'organizzazione dei lavoratori.
Il Sindacato unitario dei lavoratori dei trasporti (SULT) era un sindacato di base avente migliaia di iscritti in tutti i settori dei trasporti, nel trasporto aereo, tra i marittimi, nel trasporto pubblico locale e merci e nelle ferrovie.

### Scioglimento e nascita di Unione sindacale di base (USB)
Tra il 21 ed il 23 maggio 2010 si è svolta un'assemblea nazionale in cui si è deciso lo scioglimento del SdL, che unitamente all'RdB ed a parte della CUB ha dato vita all'Unione sindacale di base.

## Obiettivi
Tra gli obiettivi che si pone il nuovo soggetto sindacale c'è la reintroduzione della scala mobile, la lotta al precariato, la sicurezza sul lavoro, l'estensione dei diritti e della democrazia sindacale.
Il sindacato si considera interno al Movimento dei movimenti.
Il nuovo sindacato di base ripropone con forza il tema della lotta alla precarietà, dell'organizzazione intercategoriale ritenuta necessaria per rappresentare in modo più incisivo i lavoratori nel nuovo mercato del lavoro.
È stata una delle organizzazioni più attive in occasione della cosiddetta  vertenza Alitalia dell'autunno 2008.